# Svatopluk Haugwitz
Svatopluk Haugwitz, původním jménem Haužvic, (* 6. února 1974 Praha) je bývalý státní úředník, do roku 2022 učitel na soukromé vyšší odborné škole Trivis v Praze. Do povědomí se dostal svou prezentací jako vládnoucí kníže šlechtického rodu Haugviců. Toto tvrzení však vylučují historici, genealogové i samotní příslušníci rodu Haugviců.

## Životopis
Svatopluk Haugwitz se narodil v roce 1974 v Praze řidiči sanitky Svatopluku Haužvicovi a jeho manželce Zdeňce. Rodina užívala své příjmení Haužvic do roku 1991, poté si jej nechala úředně změnit na Haugwitz.
Po absolvování základní školní docházky nastoupil na učební obor topenář, plynař. Po vyučení studoval na střední podnikatelské škole stavební. Později studoval na Policejní akademii v Praze. Studium ukončil v roce 2014. Diplomovou práci psal na téma Rytířské řády v zemích Koruny české, v Evropě a České republice.
V roce 1995 se poprvé oženil. S manželkou Martinou (rozenou Stachovou) měl v roce 1996 syna Daniela. Manželku po svatbě uváděl jako hraběnku. Roku 2012 se Svatopluku Haugwitzovi a jeho druhé partnerce Kamile Kratochvílové narodil syn Samuel. V roce 2016 se v Jaroměřicích nad Rokytnou oženil s Kristýnou Jelečkovou. Svatba proběhla v historických kostýmech. Součástí bylo také např. vystoupení historické skupiny mušketýrů. Toto manželství bylo po čase rozvedeno.
V roce 2015 byl uváděn jako colonel (plukovník) organizace Police Federation of European Union. Federace podle Haugwitzových slov sdružuje současné i bývalé policisty a umožňuje jim společně trávit volný čas. Podle vyjádření Policie České republiky však tato organizace nemá s policejními složkami oficiálně nic společného a jde pouze o parazitování na jménu a pověsti policie.
V roce 2017 neúspěšně kandidoval ve volbách do Poslanecké sněmovny za Občanskou demokratickou alianci v Olomouckém kraji.

## Šlechtická prezentace a její kritika
V rodině Haužviců koluje legenda o aristokratickém původu a o zatajeném šlechtickém otci. Na základě ní Haugwitz sám sebe tituluje jako vládnoucího knížete rodu Haugwitz a barona z Biskupic. Účastní se celé řady veřejných akcí
a poskytuje rozhovory.
V komunikaci užívá jména a tituly Svatopluk Richard Vladislav Norbert kníže von Haugwitz a baron z Biskupitz. S oslovením Jeho Jasnost. Na veřejnosti vystupuje často v uniformě nebo historickém kostýmu některého z rytířských řádů.

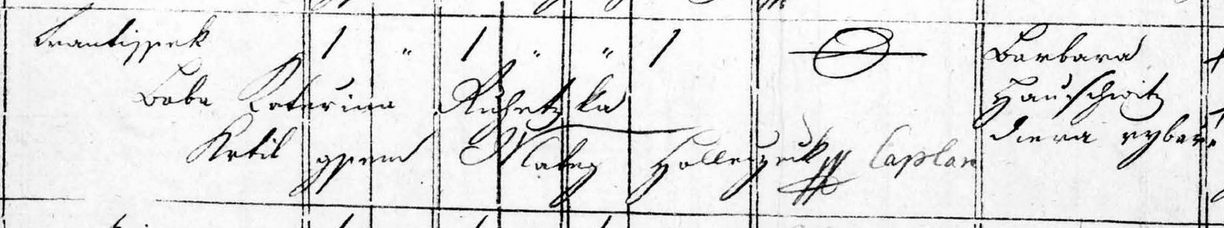
Rodný zápis Františka Haušvice z roku 1807 v matrice Brandýsa nad Labem. Otec dítěte nebyl uveden.

Svatopluk Haugwitz odvozuje svůj šlechtický původ od Františka Haušvice narozeném v roce 1807 v Brandýse nad Labem. Jeho otcem měl být podle rodinné legendy důstojník Evžen Vilém z Haugvic. V zápise brandýské matriky je však František narozen jako nemanželský. Příjmení Haušvic měl po své matce Barboře, která byla dcerou místního rybáře. Otec dítěte nebyl uveden a žádné další údaje o něm nejsou známé. Neexistují ani žádné doklady toho, že by brandýská rodina Haušviců někdy usilovala o přiznání ztraceného šlechtického titulu. Haugwitz při prezentaci svého šlechtického původu odkazuje kromě rodinné legendy také na nejmenovanou historickou knihu ze 17. století, kde chybí stránky, ale právě na nich podle něj byl jeden z dokladů o jeho šlechtickém původu a rodovém majetku.
Užíváním titulu baron z Biskupic se Svatopluk Haugwitz hlásí také k moravské větvi rodu Haugviců. To je předmětem kritiky genealogů a historiků, neboť moravská větev baronů z Biskupic vymřela v polovině 17. století.
Problematické je rovněž označování Svatopluka Haugwitze jako knížete. Rod Haugviců do knížecího stavu historicky nikdy nepatřil. Haugvicové dosáhli ve šlechtické hierarchii nižšího titulu, konkrétně titulu hraběcího. Dle vyjádření Svatopluka Haugwitze jeho osobně do knížecího stavu povýšil vladyka Kryštof. Podle oficiálního vyjádření pravoslavné církve však tato církev nemá a nikdy neměla právo povyšovat do šlechtického stavu a od této aktivity se distancuje. Právo povyšování do knížecího stavu měl v minulosti pouze král nebo císař, výjimečně papež.
V roce 2000 založil Svatopluk Haugwitz Řád blanických rytířů (Order of Blanik’s Knights) a začal užívat titulu generál. Tato organizace byla podle svých slov zřízena za účelem sjednocení organizací typu rytířských, šlechtických, monarchistických, royalistických, historických, genealogických, heraldických řád, spolků, sdružení a stran, které se dobrovolně rozhodnou ke vzájemné spolupráci pod záštitou Řádu Blanických rytířů. Heraldik Milan Buben si všímá problematických částí v anglickém názvu v dokumentech řádu (slovo "order" (řád) psané opakovaně jako "oder"), což nepovažuje za náhodu ani omyl a podezření podle něj budí rovněž zakladatelé, kníže Svatopluk Haugwitz a Jana baronka Náchodská z Neudorfu. Ohledně rodu Náchodských z Neudorfu uvádí, že se jedná rod rytířský, nikoliv baronský, což by rodina věděla. Ohledně Haugwitze uvádí, že poslední tři mužští potomci žijí v Kanadě a není mezi nimi žádný se jménem Svatopluk.
Dále roku 2011 založil Haugwitz spolek s názvem Knížecí dům šlechtického rodu von Haugwitz. Účelem spolku má být rodová instituce. Členem spolku je Svatopluk Haugwitz sám. Dále má spolek sloužit k vydávání vlastních pamětních medailí, mincí, reklamních a propagačních předmětů a neperiodických publikací.
Rodina Svatopluka Haugwitze není legitimní rodinou Haugwitzů přijímána. Potomkyně posledních Haugwitzů v českých zemích Johana El-Kalak Haugwitz podala v roce 2003 na Svatopluka Haugwitze trestní oznámení za parazitování na jméně rodiny a zneužití rodového erbu, když Haugwitz se svým Řádem blanických rytířů prohlásil v pražské kapli přítomné lidi za šlechtu a bral za to peníze.
| „                          | Předváděl směšné a špatné divadlo. | “ |
| — Johana El-Kalak Haugwitz |                                    |   |